# Casa consistorial de Langreo
La Casa Consistorial de Langreo es el edificio que acoge a la institución del Ayuntamiento de Langreo (Principado de Asturias) desde su construcción en 1874 por el arquitecto Manuel Rodríguez Rodríguez.

## Historia
Anteriormente la casa consistorial se encontraba en otro emplazamiento de la parroquia de Sama de Langreo, ubicándose en ella la cárcel municipal y el archivo histórico. Ésta fue incendiada en enero de 1874 durante la tercera guerra carlista por una partida procedente de Aller al mando de Ángel Rosas. Se construyó el nuevo edificio en su emplazamiento actual aunque solo constaba de dos plantas. Correspondía a los soportarles con arcos de medio punto, un primer piso y un reloj monumental y campanario en la cornisa.
Tras la Guerra Civil se emprendió una reforma de ampliación que finalizó en 1941.

### Edificio

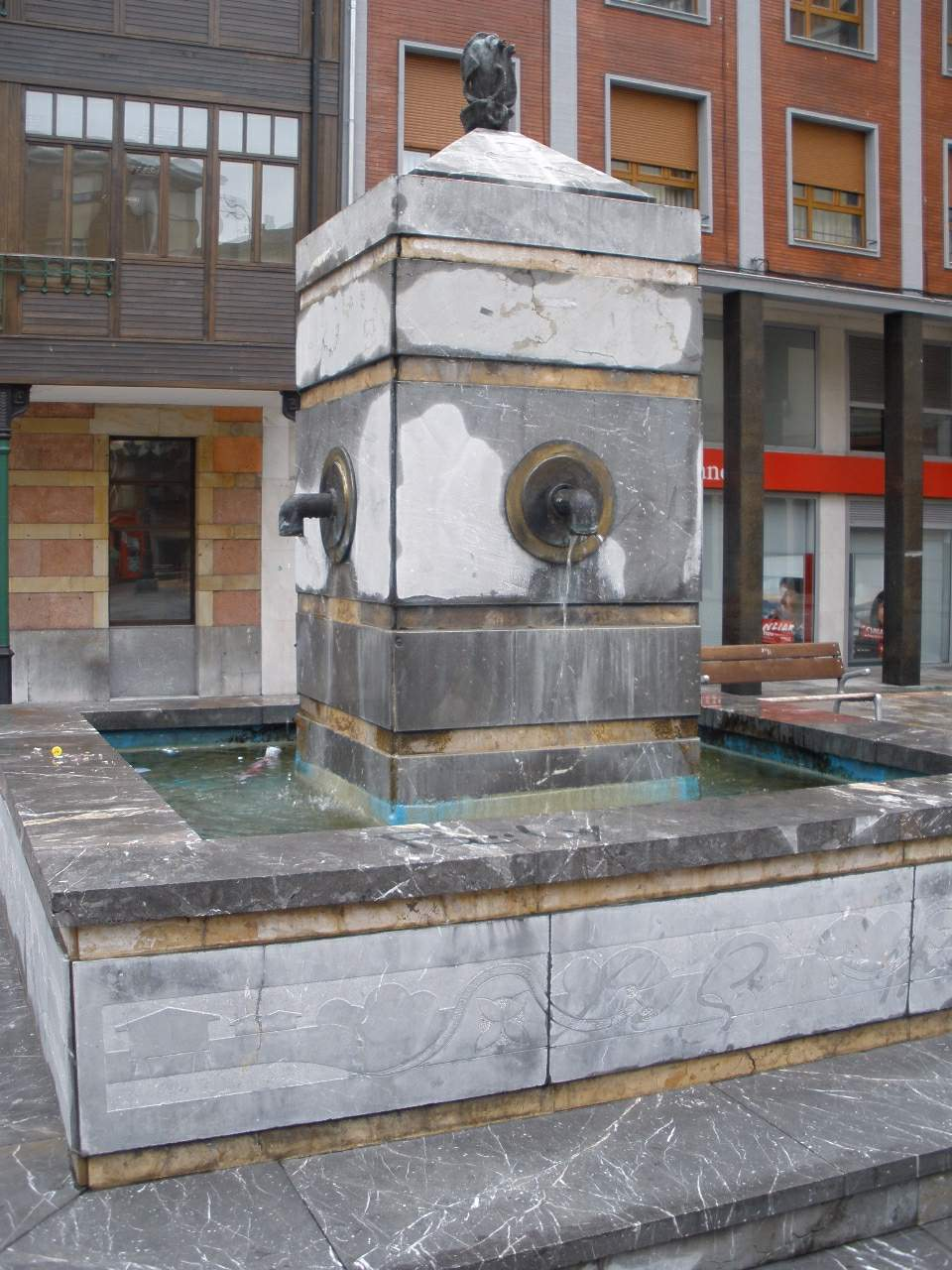
Fuente de los Cuatro Caños

Con la reforma se amplió un piso y se añadió una buhardilla con reloj y torre campanario en el centro. Los balcones son de hierro forjado. En la parte posterior hay adosado un edificio con arcos escarzanos.
En el interior se encuentra una escalinata y vidrieras que dan acceso a la primera planta. La escalera conserva unos murales originales de Eduardo Úrculo, ubicados anteriormente en una librería y trasladados aquí en 2019. En ese lugar se encontraba con anterioridad una réplica de las Virgen del Carbayu (patrona de Langreo), que fue trasladada a la iglesia de Palacio de San Féliz. En la primera planta se ubica el salón de plenos.

### Plaza de España
El entorno del Ayuntamiento, conocido antiguamente como Plaza de Alejandro Pidal y posteriormente como Plaza de España, es uno de los lugares más emblemáticos de Sama. Alrededor de ésta, y a pesar de la pérdida de algunos inmuebles reseñables, se encuentran la Casa Cuca (art-decó) y el modernista edificio del Banco Herrero. La plaza alberga también la Fuente de los Cuatro Caños y la Escultura La Madreña (José Sánchez Prieto, 1999).